# Vierentwintig Geschiedenissen
Vierentwintig Geschiedenissen is de verzameling officiële geschiedenissen van Chinese keizerlijke dynastieën. De canon vormt een belangrijk onderdeel van de Chinese historiografie. Sinds de Tang-tijd nam elke dynastie de verplichting op zich om een geschiedenis van de voorafgaande dynastie samen te stellen. Dit gebeurde door hofambtenaren die gebruikmaakten van stukken uit het officiële keizerlijke archief van die voorafgaande dynastie. Belangrijkste doel bij het samenstellen van de geschiedenis was het legitimeren van de machtsovername door de nieuwe dynastie. De geschiedenissen zijn zowel naar vorm als naar inhoud opgezet naar het voorbeeld van de Shiji en de Hanshu. De 'Vierentwintig Geschiedenissen' zijn geschreven gedurende een periode van 1832 jaar en bevatten in totaal iets minder dan 40 miljoen karakters, waarvan 13.966 verschillende.

## Het begrip 'standaardgeschiedenis'
De Chinese term voor standaardgeschiedenis is zhengshi (正史, letterlijk 'officiële geschiedenis'). Het idee dat elke legitieme dynastie een standaardgeschiedenis moest krijgen is geleidelijk ontstaan. Het begrip zhengshi werd voor het eerst gebruikt in 523 tijdens de Liang-dynastie (502-557), een van de Zuidelijke Dynastieën. In het bibliografisch hoofdstuk (jingjizhi, 经籍志) van de Suishu werd de term gebruikt als benaming voor de specifieke categorie 'officiële geschiedenissen'. Zo kon een onderscheid worden gemaakt met bieshi (別史, 'niet-officiële geschiedenissen') en bashi (霸史, 'geschiedenissen van de niet-legitieme dynastieën'). De betekenis van zhengshi als canon van de vierentwintig dynastieke standaardgeschiedenissen stamt uit de 18e eeuw, toen onder de Qing-dynastie de Siku quanshu werd samengesteld.

## Ontstaan van de canon

### Drie geschiedenissen
Tot aan de Tang-dynastie was de gebruikelijke term sanshi (三史, 'drie geschiedenissen'). Oorspronkelijk waren dat de 'Shiji' (Optekeningen van de hofhistoriograaf), het 'Boek van de Han' (Hanshu) en de Dongguan Hanji ('Optekeningen van de Han uit het oostelijk verblijf'). Het laatste werk werd in de loop van de zesde eeuw vervangen door het 'Boek van de Late Han' (Houhanshu).

### Vier geschiedenissen
Vanaf de Tang-tijd werd de 'Kroniek van de Drie Rijken' (Sanguozhi) aan de canon toegevoegd, die toen Sishi (四史, 'vier geschiedenissen') of Qian sishi (前四史, de 'eerste vier geschiedenissen') werd genoemd. Zij werden in de traditionele Chinese historiografie gezien als de belangrijkste dynastieke geschiedenissen, zowel naar vorm als naar inhoud.

### Dertien geschiedenissen

Keizer Taizong gaf opdracht voor het samenstellen van in totaal zes dynastieke geschiedenissen.

In 623 gaf keizer Gaozu van de Tang-dynastie opdracht tot het samenstellen van officiële geschiedenissen van zes voorafgaande dynastieën. Dit plan werd na een paar jaar opgegeven, omdat de opzet te ambitieus bleek. In 629 of 630 gaf keizer Taizong een nieuwe opdracht, beperkt tot de geschiedenis van vijf voorafgaande dynastieën. Hiervoor werd een 'Historiografisch Bureau' (shi guan, 史館) opgericht, verbonden aan het Keizerlijk Secretariaat. Het project kwam onder leiding van Fang Xuanling (房玄齡, 578-648) en van Wei Zheng (魏徵, 580-643), de 'Directeur van de Keizerlijke Bibliotheek' (Mishu Sheng, 秘書省). Hun werkzaamheden leidde in 636 tot de presentatie van vijf werken:
- Het Boek van de Zhou ('Zhoushu'), onder redactie van Linghu Defen (令狐德棻, 583-666) en Cen Wenben (岑文本, 595-645).
- Het Boek van de Noordelijke Qi ('Beiqishu'), onder redactie van Li Baiyao (李百藥, 565-648).
- Het Boek van de Liang ('Liangshu') en het Boek van de Chen ('Chenshu'), beide onder redactie van Yao Silian (姚思廉, 557-637).
- Het Boek van de Sui ('Suishu'), onder redactie van Fang Xuanling en Wei Zheng.

In 644 of 646 werd door keizer Taizong een commissie ingesteld om een geschiedenis van de Jin-dynastie samen te stellen. Ook nu kwam de leiding in handen van Fang Xuanling. Het Boek van de Jin ('Jinshu') werd in 646 of 648 gepresenteerd.
Ook drie eerder samengesteld werken werden vanaf het eind van de Tang-tijd gerekend tot de standaardgeschiedenissen. Dat waren het Boek van de Song ('Songshu'), het Boek van de Zuidelijke Qi ('Nanqishu') en uiteindelijk ook het Boek van de Wei ('Weishu'). Het totaal werd de 'dertien dynastieke geschiedenissen' (shisandai shi, 十三代史) genoemd.

### Zeventien geschiedenissen
Tijdens de Song-dynastie kregen Ouyang Xiu (歐陽修, 1007-1072) en Song Qi (宋祁, 998-1061), twee vooraanstaande literatoren, van keizer Renzong (1022-1063) opdracht een nieuwe geschiedenis van de Tang-dynastie samen te stellen. Het in 945 samengestelde Boek van de Tang was volgens hem onvoldoende van kwaliteit. Dat werk werd dan ook vervangen toen het nieuwe boek in 1060 werd gepresenteerd als (Nieuw) Boek van de Tang. Ondertussen was Ouyang Xiu op eigen initiatief begonnen aan het samenstellen van een geschiedenis van de Vijf Dynastieën (907-960). Deze Nieuwe Geschiedenis van de Vijf Dynastieën werd in 1072 per keizerlijk decreet goedgekeurd en verving allengs de in 974 samengestelde Oude Geschiedenis van de Vijf Dynastieën.
Ook twee werken die in 659 op particulier initiatief waren samengesteld, werden sinds de Song-tijd gerekend tot de standaardgeschiedenissen. Dat waren de Geschiedenis van het Noorden ('Beishi') en de Geschiedenis van het Zuiden ('Nanshi'). Deze twee werken werden samen met het (Nieuw) Boek van de Tang en de Nieuwe Geschiedenis van de Vijf Dynastieën toegevoegd aan de 'dertien geschiedenissen' en vormden zo de 'zeventien geschiedenissen' (shiqi shi, 十七史).

### Eenentwintig geschiedenissen
De term 'Eenentwintig geschiedenissen' (ershiyi shi, 二十一史) stamt uit de Ming-tijd. In 1532 werd deze canon uitgegeven door het 'Directoraat van Onderwijs van Nanking' en in 1606 ook door het 'Directoraat van Onderwijs van Peking'. De reeks van zeventien werken uit de Song-tijd werd uitgebreid met de drie tijdens de Yuan-dynastie geschreven werken. Dat waren de Geschiedenis van de Song ('Songshi'), de Geschiedenis van de Liao ('Liaoshi') en de Geschiedenis van de Jin ('Jinshi'). Vervolgens werd de in 1370 tot stand gekomen Geschiedenis van de Yuan ('Yuanshi') als eenentwintigste werk aan de canon toegevoegd.

### Vierentwintig geschiedenissen
De term 'Vierentwintig Geschiedenissen' (ershisi shi, 二十四史) stamt uit 1775, toen drie werken aan de reeks werden toegevoegd en de verzameling in zijn geheel werd gedrukt. De uitgave staat bekend als de '(Wuying) paleis-editie' (wuying dianben, 武英殿本). In 1739 was de Geschiedenis van de Ming gereedgekomen en werd als tweeëntwintigste werk toegevoegd. Tijdens de samenstelling van de Siku quanshu werden twee geschiedenissen die eerder waren vervangen alsnog aan de canon toegevoegd. Dat waren het Oud Boek van de Tang en de Oude Geschiedenis van de Vijf Dynastieën.

## Latere toevoegingen

### Nieuwe Geschiedenis van de Yuan
In 1920 publiceerde Ke Shaomin (1850-1933) zijn Nieuwe Geschiedenis van de Yuan (Xin Yuanshi). Hij had dit werk vanaf 1890 op eigen initiatief samengesteld. In 1921 verklaarde president Xu Shichang (徐世昌, 1918-1922) officieel dat het boek als vijfentwintigste geschiedenis was opgenomen in de canon van dynastieke geschiedenissen. Sindsdien is dit werk echter volledig in de vergetelheid geraakt. De gehanteerde methode bij het samenstellen was bij verschijning al verouderd. Bovendien bleven de gebruikte bronnen ook na verschijnen toegankelijk en was de collectie documenten van Ke Shaomin feitelijk overbodig geworden.

### Ontwerp voor een geschiedenis van de Qing
In 1927 voltooide Zhao Erxun (趙爾巽, 1844-1927) een Ontwerp voor een geschiedenis van de Qing (Qing shigao). In 1930 werd publicatie van het werk door de regering van Chiang Kai-shek verboden. Het werk is daarom nooit formeel toegevoegd aan de canon. Desondanks werd het 'Ontwerp' als vijfentwintigste werk opgenomen in de gezaghebbende reeks dynastieke geschiedenissen die door 'Zhonghua' (Zhonghua shuju, 中華書局) te Peking is uitgegeven. Sindsdien worden naast de term 'Vierentwintig Geschiedenissen' soms ook de begrippen 'Vijfentwintig Geschiedenissen' (ershiwu Shi, 二十五史) en 'Zesentwintig Geschiedenissen' (ershiliu Shi, 二十六史) gebruikt.

## Samenstelling van de canon
De in onderstaande tabel gehanteerde volgorde van de vierentwintig dynastieke geschiedenissen is die van de Siku quanshu. Die komt, met uitzondering van de Nanshi en Beishi, overeen met de chronologische opeenvolging van de dynastieën. De twee in de twintigste eeuw verschenen werken staan op volgorde van jaar waarin ze voor het eerst zijn gepubliceerd.
| Nr.  | Titel        | Vertaling van de titel                                  | Samensteller/ samenstellers                   | Samengesteld (aangeboden of gedrukt) | Beschreven periode                   | Aantal juan |
| ---- | ------------ | ------------------------------------------------------- | --------------------------------------------- | ------------------------------------ | ------------------------------------ | ----------- |
| 1    | Shiji        | Optekeningen van de Historicus                          | Sima Tan Sima Qian                            | 104-87 v. Chr. (91 v.Chr)            | Huang Di tot 95 v.Chr.               | 130         |
| 2    | Hanshu       | Boek van de Han                                         | Ban Biao (班彪) Ban Gu (班固) Ban Zhao (班昭) | 58-76 na Chr. (92 na Chr)            | 206 v.Chr - 24 na Chr.               | 120         |
| 3    | Houhanshu    | Boek van de Late Han                                    | Fan Ye (范曄)                                 | 3e-5e eeuw (445)                     | 25 - 220                             | 120         |
| 4    | Sanguo zhi   | Kroniek van de Drie Rijken                              | Chen Shou (陳壽) (Pei Songzhi)                | 285-297 (297)                        | Wei 221-265 Shu 221-264 Wu 222 - 280 | 65          |
| 5    | Jinshu       | Boek van de Jin                                         | Fang Xuanling (房玄齡)                        | 644 of 646 (646 of 648)              | 265 - 419                            | 130         |
| 6    | Songshu      | Boek van de Liu Song (Zuidelijke Dynastieën)            | Shen Yue (沈約)                               | 492-493                              | 420 - 478                            | 100         |
| 7    | Nanqishu     | Boek van de Zuidelijke Qi (Zuidelijke Dynastieën)       | Xiao Zixian (蕭子顯)                          | (537)                                | 479 - 502                            | 59          |
| 8    | Liangshu     | Boek van de Liang (Zuidelijke Dynastieën])              | Yao Cha (姚察) Yao Silian (姚思廉)            | 628-635 (636)                        | 502 - 556                            | 56          |
| 9    | Chenshu      | Boek van de Chen (Zuidelijke Dynastieën)                | Yao Cha (姚察) Yao Silian (姚思廉)            | 622-629 (636)                        | 557 - 589                            | 36          |
| 10   | Weishu       | Boek van de Wei (Noordelijke Dynastieën)                | Wei Shou (魏收)                               | 551-554 (554)                        | 386 - 550                            | 130         |
| 11   | Beiqishu     | Boek van de Noordelijke Qi (Noordelijke Dynastieën)     | Li Delin (李徳林) Li Baiyao (李百藥)          | 627-636 (636)                        | 550 - 577                            | 50          |
| 12   | Zhoushu      | Boek van de (Noordelijke) Zhou (Noordelijke Dynastieën) | Linghu Defen (令狐德棻)                       | 628 (636)                            | 557- 581                             | 50          |
| 13   | Suishu       | Boek van de Sui                                         | Wei Zheng (魏征)                              | 629-636 (636)                        | 581- 617                             | 85          |
| 14   | Nanshi       | Geschiedenis van het zuiden (Zuidelijke Dynastieën)     | Li Dashi (李大師) Li Yanshou (李延壽)         | 630-650 (659)                        | 420 - 589                            | 80          |
| 15   | Beishi       | Geschiedenis van het noorden (Noordelijke Dynastieën)   | Li Dashi] (李大師) Li Yanshou (李延壽)        | 630-650 (659)                        | 368 - 618                            | 100         |
| 16   | Jiu Tangshu  | Oud boek van de Tang                                    | Liu Xu (劉昫)                                 | 940-945 (945)                        | 618 - 906                            | 200         |
| 17   | Xin Tangshu  | Nieuw boek van de Tang                                  | Ouyang Xiu (歐陽修)                           | 1043-1060 (1060)                     | 618 - 906                            | 225         |
| 18   | Jiu Wudaishi | Oude geschiedenis van de Vijf Dynastieën                | Xue Juzheng (薛居正)                          | 973-974 (974)                        | 907 - 960                            | 150         |
| 19   | Xin Wudaishi | Nieuwe geschiedenis van de Vijf Dynastieën              | Ouyang Xiu (歐陽修)                           | 1044-1060 (1072)                     | 907 - 960                            | 74          |
| 20   | Songshi      | Geschiedenis van de Song                                | Tuo Tuo (脫脫) (Toghtoghan)                   | 1343-1345 (1345)                     | 960 - 1279                           | 496         |
| 21   | Liaoshi      | Geschiedenis van de Khitan-Liao                         | Tuo Tuo (脫脫) (Toghtoghan)                   | 1343-1344 (1344)                     | 916 - 1125                           | 116         |
| 22   | Jinshi       | Geschiedenis van de Jurchen-Jin                         | Tuo Tuo (脫脫) (Toghtoghan)                   | 1343-1344 (1344)                     | 1115 - 1234                          | 135         |
| 23   | Yuanshi      | Geschiedenis van de Yuan                                | Song Lian (宋濂)                              | 1369-1370 (1370)                     | 1206 - 1369                          | 210         |
| 24   | Mingshi      | Geschiedenis van de Ming                                | Zhang Tingyu (張廷玉)                         | 1678-1735 (1739)                     | 1368 - 1644                          | 332         |
| (25) | Xin Yuanshi  | Nieuwe geschiedenis van de Yuan                         | Ke Shaomin                                    | 1890-1920 (1920)                     | 1206 - 1367                          | 257         |
| (26) | Qing shigao  | Ontwerp voor een geschiedenis van de Qing               | Zhao Erxun                                    | 1914-1927 (1927)                     | 1644 - 1911                          | 536         |

## Structuur van de dynastieke geschiedenissen

### Vorm
De dynastieke geschiedenissen volgden de structuur van de Shiji. Tot het verschijnen van de 'Shiji' werd in de traditionele Chinese geschiedschrijving uitsluitend een annalistische beschrijving (biannianti, 編年體, 'van jaar tot jaar') toegepast. In de Shiji werd deze vorm van geschiedschrijving uitgebreid met biografieën en met verhandelingen. Dit werd jizhuanti (紀傳體, 'annalen-biografie'), genoemd naar de twee belangrijkste componenten. Elke volgende dynastieke geschiedenis bevatte dan ook de onderdelen benji (keizerlijke annalen) en liezhuan (biografieën, beter: exemplarische overleveringen).
Naast biografieën werden ook 'verhandelingen' (shu) toegevoegd, vaak vertaald met 'monografieën'. Zij geven een historisch overzicht van instituties of van zaken waar de staat zich actief mee bemoeide en die op dat moment van belang werden geacht voor de ambtenaren. Dit onderdeel kwam voor in alle dynastieke geschiedenissen, met uitzondering van de volgende zes: Kroniek van de Drie Rijken, het Boek van de Liang, het Boek van de Chen, het Boek van de Noordelijke Qi, het Boek van de Zhou, de Geschiedenis van het Zuiden en de Geschiedenis van het Noorden.
De overige twee onderdelen van de 'Shiji', de shijia ('erfelijke geslachten') en de biao (tabellen) werden slechts in enkele dynastieke geschiedenissen opgenomen. De shijia komen alleen voor in het Boek van de Jin (waar ze een beschrijving geven van de Zestien Koninkrijken) en in de Nieuwe Geschiedenis van de Vijf Dynastieën (waar de Tien Koninkrijken worden behandeld).
In tegenstelling tot de Shiji beperkten alle latere dynastieke geschiedenissen zich steeds tot één dynastie. In dat opzicht volgden zij het voorbeeld van de tweede standaardgeschiedenis, het Boek van de Han. De enige uitzonderingen zijn de Geschiedenis van het Zuiden en die van het Noorden en de Oude en Nieuwe Geschiedenis van de Vijf Dynastieën.

### Methode van samenstellen
Vanaf de Tang-dynastie zijn de meeste standaardgeschiedenissen samengesteld door een ambtelijk georganiseerd 'Historiografisch Bureau' (shi guan, 史館), verbonden aan het Keizerlijk Secretariaat en onder strikte controle van het hof. De werkwijze werd steeds meer geformaliseerd. Het herschikken, ordenen en samenvatten van officiële stukken vond reeds plaats onder de voorafgaande dynastie. Basis vormden de Dagboeken van activiteit en rust, dagelijkse overzichten van uitspraken en daden gedaan door de Chinese keizer. Na de dood van de keizer werden die dagboeken samengevat tot de Ware optekeningen, een overzicht van de belangrijkste verordeningen, bekendmakingen en voorschriften. Deze werden verder samengevat tot een geschiedenis van de zittende dynastie (guoshi, 國史), die op onregelmatige tijdstippen tijdens de lopende dynastie werden samengesteld en op hun beurt weer de basis vormden voor de eigenlijke dynastieke geschiedenissen. Na het gereedkomen van de dynastieke geschiedenis werden de bronnen die daarvoor waren gebruikt vernietigd. Uitzondering hierop zijn de Geschiedenis van de Ming (voor de periode na 1573) en het Ontwerp voor een geschiedenis van de Qing.
De samenstelling van de dynastieke geschiedenis door het volgende heersershuis was dus in feite de laatste stap van dit allengs steeds strikter geformaliseerd ordeningsproces. Ook de gebruikte taal werd in hoge mate gestandaardiseerd. Gevolg was dat de dynastieke geschiedenissen steeds meer het karakter kregen van een ambtelijke bronnenuitgave, gedegen en goed beredeneerd, maar qua stijl kurkdroog. Uitzonderingen hierop zijn de Shiji vanwege de originele toevoegingen door Sima Qian en de Nieuwe Geschiedenis van de Vijf Dynastieën door de bijzondere schrijfstijl van Ouyang Xiu.

### Opbouw
De opbouw van de dynastieke geschiedenissen is naar het voorbeeld van de 'Shiji':
| dynastieke geschiedenis | benji (annalen) | shijia (erfelijke geslachten | biao (tabellen) | shu (verhandelingen) | liezhuan (biografieën) | Totaal aantal juan |
| ----------------------- | --------------- | ---------------------------- | --------------- | -------------------- | ---------------------- | ------------------ |
| Shiji                   | 12              | 30                           | 10              | 8                    | 70                     | 130                |
| Hanshu                  | 13              | -                            | 10              | 18                   | 79                     | 120                |
| Houhanshu               | 12              | -                            | -               | 30                   | 88                     | 130                |
| Sanguo zhi              | 4               | -                            | -               | -                    | 61                     | 65                 |
| Jinshu                  | 10              | 30                           | -               | 20                   | 70                     | 130                |
| Songshu                 | 10              | -                            | -               | 30                   | 60                     | 100                |
| Nanqishu                | 8               | -                            | -               | 11                   | 40                     | 59                 |
| Liangshu                | 6               | -                            | -               | -                    | 50                     | 56                 |
| Chenshu                 | 6               | -                            | -               | -                    | 30                     | 36                 |
| Weishu                  | 14              | -                            | -               | 20                   | 96                     | 130                |
| Beiqishu                | 8               | -                            | -               | -                    | 42                     | 50                 |
| Zhoushu                 | 8               | -                            | -               | -                    | 42                     | 50                 |
| Suishu                  | 5               | -                            | -               | 30                   | 50                     | 85                 |
| Nanshi                  | 10              | -                            | -               | -                    | 70                     | 80                 |
| Beishi                  | 12              | -                            | -               | -                    | 88                     | 100                |
| Jiu Tangshu             | 20              | -                            | -               | 30                   | 150                    | 200                |
| Xin Tangshu             | 10              | -                            | 15              | 50                   | 150                    | 225                |
| Jiu Wudaishi            | 61              | -                            | -               | 12                   | 77                     | 150                |
| Xin Wudaishi            | 12              | 10                           | 1               | 3                    | 48                     | 74                 |
| Songshi                 | 47              | -                            | 32              | 162                  | 255                    | 496                |
| Liaoshi                 | 30              | -                            | 8               | 32                   | 46                     | 116                |
| Jinshi                  | 19              | -                            | 4               | 39                   | 73                     | 135                |
| Yuanshi                 | 47              | -                            | 8               | 58                   | 97                     | 210                |
| Mingshi                 | 24              | -                            | 13              | 75                   | 220                    | 332                |
| Xin Yuanshi             | 26              | -                            | 7               | 70                   | 154                    | 257                |
| Qing Shigao             | 25              | -                            | 53              | 142                  | 316                    | 536                |
| Totaal                  | 459             | 70                           | 161             | 840                  | 2522                   | 4052               |
| Percentage              | 11,3%           | 1,7%                         | 3,7%            | 20,7%                | 62,6%                  | 100%               |

## Chinese tekst
- De Zhonghua uitgave van de 'Vijfentwintig Geschiedenissen' (de 'Vierentwintig Geschiedenissen plus het 'Ontwerp voor een geschiedenis van de Qing') is de meest gebruikte uitgave. De teksten zijn voorzien van leestekens, ingedeeld in paragrafen en geschreven in traditionele Chinese karakters. Zie voor details de lemmata van de afzonderlijke dynastieke geschiedenissen.
- (zh)  De Zhonghua-uitgave is ook online beschikbaar via het project Scripta Sinica van de Academia Sinica, Taipei. Klik daar op 免費使用 om op de site van Scripta Sinica te komen, open vervolgens 史 en open dan 正史. Ga naar het gewenste werk, dat naar keuze kan worden geraadpleegd per hoofdstuk, per paragraaf of per pagina.

## Vertalingen
Er is geen complete vertaling van de 'Vierentwintig Geschiedenissen in een westerse taal. Wel zijn er talrijke vertalingen van onderdelen. Overzichten van vertalingen zijn te vinden in:
- Frankel, Hans Hermann, Catalogue of Translations from the Chinese Dynastic Histories for the period 220-960, Berkeley (University of California Press) 1957, (Chinese dynastic histories translations, supplement nr. 1).

aangevuld door:
- Dunnell, Ruth, 'Central Asia' in: Norton,Mary Beth (ed.), American Historical Association Guide to Historical Literature, New York (Oxford University Press) 1995, ISBN 0-19-505727-9, pp. 263–283.

Zie voor meer details de lemmata van de afzonderlijke dynastieke geschiedenissen.

## Geraadpleegde literatuur
- Leslie, Donald, Colin Mackerras en Wang Gungwu (eds.), Essays on the Sources for Chinese History , Canberra (Australian National University Press) 1973, ISBN 0708103987.
  - Hoofdstuk 5, Gardiner, K.H.J., Standard Histories. Han to Sui, pp. 42-53
  - Hoofdstuk 6, Wang Gungwu, Some Comments on the Later Standard Histories, pp. 53-64
- Han Yu-Shan, Elements of Chinese Historiography, Hollywood (W.M. Hawley) 1955.
  - Hoofdstuk 12, The Twentysix Dynastic Histories Successive Groupings, pp. 191-205.
- Twitchett, Denis Crispin, The Writing of Official History Under the T'ang, Cambridge (Cambridge University Press) 1992, ISBN 0-521-52293-5.
  - Op pp. 119-159 beschrijft Twitchett op welke wijze de standaardgeschiedenissen werden samengesteld.
- Wilkinson, Endymion, Chinese History. A Manual, Cambridge Mass. (Harvard University Press) 2000, (Harvard-Yenching Institute Monograph Series, 52), ISBN 0-674-00247-4.
  - Hoofdstuk 22 Standard Histories, pp. 501-516.
- Yang, L.S. (Yang Lian-sheng), The Organization of Chinese Official Historiography. Principles and Methods of the Standard Histories from the T'ang Through the Ming Dynasty, in: Beasley, William G. en Edwin G. Pulleyblank (eds.), Historians of China and Japan, Oxford (Oxford University Press) 1961, (Historical Writing on the Peoples of Asia, 3), ISBN 0-19-713521-8, pp. 44–59.